# Mixomelia aroa
Mixomelia aroa är en fjärilsart som beskrevs av George Thomas Bethune-Baker 1908. Mixomelia aroa ingår i släktet Mixomelia och familjen nattflyn. Inga underarter finns listade i Catalogue of Life.